# Armand de Chateaubriand
Pour les articles homonymes, voir Chateaubriand.
Armand de Chateaubriand, né à Saint-Malo le 15 mars 1768, et mort à Paris le 31 mars 1809, est un militaire et agent royaliste français.

## Biographie
Armand de Chateaubriand est le fils de Pierre Anne Marie de Chateaubriand, armateur à Saint-Malo et propriétaire du Château du Val d'Arguenon, et de Marie Jeanne Thérèse Brignon de Léhen. Il fait ses études au collège de Saint-Malo.
Cousin germain de l'illustre écrivain François-René de Chateaubriand, il émigre et se joint à l'armée de Condé. Il rejoindra Jersey, servant d'agent de liaison entre Jersey et les royalistes de l'intérieur. On ne compte pas moins de vingt-cinq voyages de septembre 1794 à août 1797. 
Lors du traité d'Amiens (25 mars 1802), il ne figure pas sur la liste des amnistiés et le gouvernement français obtient des Britanniques son expulsion de Jersey pour Londres où il végète. 
Revenu dans l'île à la réouverture des hostilités, il débarque, le 1er octobre 1808, à Saint-Cast, pour recueillir des informations sur l'esprit public à Paris. Il confie cette tâche à son ami Maxime Delaunay (connu sous le nom de M. de Boisé-Lucas, nom du manoir de son père) et attend à Saint-Cast. 
Il reçoit le conseil de repartir et s'embarque à nouveau pour Jersey avec du courrier compromettant, la correspondance des princes, sur un bateau qui est rejeté sur les côtes normandes et qui fait naufrage.
Reconnu, il est arrêté et condamné à mort par une commission militaire le 25 février 1809. Malgré les suppliques de François-René de Chateaubriand adressées à Napoléon Ier et à Joseph Fouché, il est fusillé le 31 mars 1809 dans la plaine de Grenelle avec ses deux complices.
Le lieu du supplice, contre le mur des Fermiers Généraux, n'est pas connu avec exactitude mais se situe vraisemblablement près de la barrière de Grenelle.
François-René de Chateaubriand qui avait essayé en vain de sauver son cousin, décrit la scène dans les Mémoires d'Outre-Tombe : 
« Le jour de l'exécution, je voulus accompagner mon camarade d'enfance sur son dernier champ de bataille; je ne trouvais point de voiture, je courus à pied à la plaine de Grenelle. J'arrivais, tout en sueur, une seconde trop tard : Armand était fusillé contre le mur d'enceinte de Paris. Sa tête était brisée; un chien de boucher léchait son sang et sa cervelle. Je suivis la charrette qui conduisit le corps d'Armand et ses deux compagnons, plébéien et noble, Quintal et Goyon, au cimetière de Saint-Sulpice à Vaugirard ».
Il a laissé un fils, Frédéric de Chateaubriand, que François-René de Chateaubriand plaça d'abord dans les gardes de Monsieur ; il entra dans un régiment de cuirassiers et épousa à Nancy Mademoiselle de Gastaldi dont il eut deux fils. Il finit par se retirer du service.

## Hommage
Un panneau Histoire de Paris, entre le quai Branly et la promenade d'Australie, évoque les circonstances de son exécution.

## Sources
- Michel Désir, Armand de Chateaubriand : le cousin de l'enchanteur dans la tourmente révolutionnaire, Cristel, 2018
- Comte Gérard de Contades, Emigrés et Chouans: Le Chevalier de Haussey, Armand de Chateaubriand, Un chouan à Londres, Les gentilhommes poètes de l'armée de Condé, Puisaye et d'Avaray, Paris, D.Perrin et cie, 1895, 373 p. (présentation en ligne)